# Renascença de São Francisco
Renascença de São Francisco ou Renascimento de São Francisco (em inglês:  San Francisco Renaissance) foi um movimento literário ocorrido na cidade de São Francisco, nos Estados Unidos, no final das décadas de 1940 e parte da década de 1950.
Considera-se que a partir deste movimento eclodiu a poesia Beat. Entre nomes conhecidos que participaram do movimento constam o de Kenneth Rexroth, Allen Ginsberg, Lawrence Ferlinghetti e Gary Snyder.

## Os poetas de Berkeley e de Black Mountain
Considera-se um possível marco para o seu início o "Primeiro Festival de Poesia Moderna", uma leitura de poemas, na Lucien Labaudt Gallery, Gough Street, em abril de 1947, reunindo jovens poetas experimentais de Berkeley, entre eles Rexroth, Charles Olson, Robert Duncan, Madeline Gleason, Jack Spicer e Robin Blaser.
Nos anos 1950, estabeleceu-se um intercâmbio entre estes poetas de Berkeley e os poetas do Black Mountain College, universidade experimental da Carolina do Norte que colocava em prática a pedagogia de John Dewey e onde atuavam como professores nomes como William Carlos Williams e John Cage. Essa ligação deu-se através de Robert Duncan, que lecionou no Black Mountain College e Robert Creeley, e os poetas de San Francisco começaram a publicar poemas em revistas daquela universidade.

## Os Beats entram em cena
Ao mesmo tempo, Gary Snyder, Philp Whalen e Lew Welch lecionavam no Reed College, uma universidade de artes liberais diferenciada, notável no ensino de humanidades. Formaram com Kirby Doyle o núcleo da Beat Generation na costa oeste dos Estados Unidos.
Lawrence Ferlinghetti se preparava para um doutorado na Sorbonne, quando conheceu Kenneth Rexroth em Paris. Este o convenceu a viver em São Francisco e participar da agitação literária que ocorria por lá.
Desta forma, impulsionados pela editora de Lawrence Ferllinguetti, City Lights, a partir de 1953, a Beat Generation eclodiu.
Em 7 de outubro de 1955, Rexroth organiza a famosa leitura de poemas da Six Gallery, da qual participaram Snyder, Kerouac e Allen Ginsberg. Este evento significou a popularização da Renascença de São Francisco e transformou a cidade em um dos mais importantes centros da contracultura, se não no mais importante..